# エル・ウニベルサル (メキシコシティ)
『エル・ウニベルサル』（El Universal）は、メキシコシティに拠点を置くメキシコの新聞。
2013年に『エル・ウニベルサル』のウェブサイトは、毎月平均1600万人以上のユニークビジター数と1億4000万の閲覧数を記録し、Facebookにおいては400万人のフォロワーがいる。